# Политеама Россетти
Политеама Россетти (итал. Politeama Rossetti), или Универсальный театр имени Доменико Россетти Де Скандера, также Городской театр Фриули — Венеции Джулии (итал. Teatro Stabile del Friuli-Venezia Giulia)  — драматический театр в городе Триест, в Италии. Построен в 1878 году в эклектичном стиле по проекту архитектора Николо Бруно. Является важной театральной площадкой Триеста и одним из самых известных драматических театров Италии. Помимо драм на сцене театра ставятся оперетты, мюзиклы и балеты. Носит имя Доменико Россетти Де Скандера, известного мецената, литератора, географа и прокурора Триеста.

## История и описание
Театр был основан в 1877 году общественным комитетом под председательством барона Эмилио де Морпурго. В том же году архитектором Николо Бруно был представлен проект нового здания. 27 апреля 1878 года состоялось открытие театра, которому было присвоено имя Доменико Россетти Де Скандера. В день открытия на сцене театра был показан балет «Бал-маскарад» Джузеппе Верди.
В репертуар театра входили и входят драматические и музыкальные произведения, прежде всего оперетты. В нём также проходят концерты симфонической музыки. Театральным оркестром дирижировали в 1903 году Рихард Штраус, в 1905 Густав Малер, в 1908 Пьетро Масканьи, в 1920 Артуро Тосканини и в 1927 Франц Легар. Здесь проходили конные представления, маскарады, балы, киносеансы, съезды, футуристические вечера и литературные чтения.
Здание трижды ремонтировали: в 1928 и 1969 годах под руководством архитектора Умберто Нордио и в 1999/2001 годах под руководством архитекторов Лучано Челли и Марины Конс. Во время первого ремонта существенно изменились партер и фойе здания, которое было украшено дорогой мебелью и декором: в фойе были установлены четыре барельефа Марчелло Маскерини, символизировавшие музыку, драматическое искусство, танец и пение. Следующие ремонтные работы в театре проводились с 1956 по 1968 год по инициативе Уго Ирнери, президента кампании «Ллойд Адриатика», который приобрёл здание у прежнего владельца. В 1989 году оно было приобретено  муниципалитетом Триеста.
Театр построен в эклектичном стиле с элементами неоренессанса. Изначально в нём было пять тысяч мест, ныне чуть больше полторы тысячи. С 2001 года в театральном фойе проходят литературные и музыкальные вечера. С 2007 года на территории учреждения действует ресторан «Кафе Россетти».
С 1969 года театр находится в ведении труппы Городского театра Фриули — Венеция Джулии, основными партнерами которой являются муниципалитет Триеста, Автономный регион Фриули — Венеция Джулия, провинции Триест, Гориция и Порденоне, Торговая палата Триеста и кампания Уникредит. В 2014—2016 годах режиссёром театра был Франко Перо.